# Невезучий папарацци
«Невезучий папарацци» — итальянский комедийный кинофильм с Адриано Челентано в главной роли. Другой перевод названия — «Взять, к примеру, нас».

## Сюжет
Клик — обычный фотограф, за которым гоняются то жулики, которых он сфотографировал во время преступления, то женщины, попавшие в похожую ситуацию. Однажды, столкнувшись с полицией, фотограф знакомится с начинающим писателем Гуанзироле Пальмамброджо. После этого начинаются приключения двух новоиспечённых друзей.

## В ролях
- Адриано Челентано;
- Барбара Бах;
- Капучине;
- Ренато Поццетто;
- Джулиана Каландра;
- Феличе Андреази;
- Франка Марци;
- Имма Пиро;
- Жорж Вильсон;
- Раффаэле ди Сипьо.

## Съёмочная группа
- Режиссёр — Серджо Корбуччи;
- Сценарий — Джузеппе Каталано, Серджо Корбуччи;
- Оператор — Джузеппе Ротунно;
- Композитор — Винче Темпера;
- Продюсер — Акилле Мандзотти.